# XXIV. Armeekorps
XXIV. Armeekorps var en tysk armékår under andra världskriget. Ombildades till XXIV. Panzerkorps den 21 juni 1942.

## Barbarossa
Kåren tillhörde Panzergruppe 2 som utgjorde den ena av armégrupp Mittes pansargrupper.

### Organisation
Kårens organisation den 27 juni 1941:
- 1. Kavallerie-Division
- 3. Panzer-Division
- 4. Panzer-Division
- 10. Infanterie-Division (mot)

## Moskva
Kåren deltog i det slutgiltiga anfallet mot Moskva fortfarande tillhörande Panzergruppe 2.

### Organisation
Kårens organisation den 2 oktober 1941:
- 4. Panzer-Division
- 3. Panzer-Division
- 10. Infanterie-Division (mot)

## Befälhavare
Kårens befälhavare:
- General der Pioneer Walter Kuntze   (17 sep 1939 - 14 feb 1940)
- General der Panzertruppen Leo Geyr von Schweppenburg   (15 feb 1940 -  7 jan 1942)
- Generalmajor Willibald von Langermann und Erlenkamp   (8 jan 1942 - 20 jun 1942)